# Trichoterga incisurata
Trichoterga incisurata är en tvåvingeart som beskrevs av Edwards 1927. Trichoterga incisurata ingår i släktet Trichoterga och familjen svampmyggor. Inga underarter finns listade i Catalogue of Life.